# 771
771 (DCCLXXI) var ett normalår som började en tisdag i den julianska kalendern.

## Händelser

### December
- 4 december – Karl den store blir kung över hela Frankerriket när hans bror Karloman I dör.

## Födda
- Egbert, kung av Wessex 802–839 (född detta år eller 769)
- Konstantin VI, bysantinsk kejsare.

## Avlidna
- 4 december – Karloman I, frankisk kung av Burgund, Alemannien och södra Austrasien sedan 768